# Gabriel Cichero

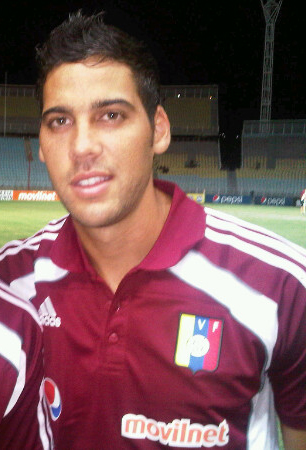
Jogador venezuelano Gabriel Chicero

Gabriel Alejandro Cichero Konarek (nascido em 25 de abril de 1984) é um futebolista aposentado venezuelano. Joga na posição de zagueiro e volante. Seu atual equipe é o Ultimate Mostoles de DjMariio na Kings League, liga de Futebol 7.

## Carreira
Seu pai é Mauro Cichero, zagueiro aposentado que foi capitão e jogou no único time de futebol da Venezuela que participou dos Jogos Olímpicos (Moscou 1980). Seu irmão mais velho Alejandro Cichero joga pelo Millonarios da Colômbia, categoria Primera A. Seu irmão menor, Mauro Rubén Cichero Beneyto atualmente joga nas categorias mais baixas de Sant Joan d'Alacant (Espanha).
Ele fez parte do elenco da Seleção Venezuelana de Futebol da Copa América de 2011.